# Канјонвил (Орегон)
Канјонвил (енгл. Canyonville) град је у америчкој савезној држави Орегон.

## Демографија
По попису из 2010. године број становника је 1.884, што је 591 (45,7%) становника више него 2000. године.
| Група             | 2000.         | 2010.         |
| Белци             | 1.165 (90,1%) | 1.564 (83,0%) |
| Афроамериканци    | 2 (0,2%)      | 7 (0,4%)      |
| Азијати           | 11 (0,9%)     | 87 (4,6%)     |
| Хиспаноамериканци | 41 (3,2%)     | 103 (5,5%)    |
| Укупно            | 1.293         | 1.884         |